# Sân bay Nyagan
Sân bay Nyagan (IATA: NYA, ICAO: USHN) là một sân bay ở Nyagan, Khu tự trị Khanty-Mansi, Nga.

## Hãng hàng không và điểm đến
| Hãng hàng không | Các điểm đến       |
| --------------- | ------------------ |
| Utair           | Beloyarsky, Tyumen |
| Yamal Airlines  | Yekaterinburg      |

## Thống kê
Nguồn: